# Solna domsagas tingslag
Solna domsagas tingslag var ett tingslag i Stockholms län i södra Uppland. Tingsställe var från 1966 ett nytt tingshus på Skytteholmsvägen.
Tingslaget bildades 1 juli 1951 (enligt beslut den 8 december 1950) som en utbrytning av Södra Roslags domsaga. 1 juli 1967 tillfördes Sundbybergs stad från Sollentuna och Färentuna domsaga. Tingslaget upplöstes 1971 och verksamheten överfördes till Solna tingsrätt.
Tingslaget ingick i Solna domsaga.   

## Ingående områden
Tingslaget bestod av följande områden:
- Solna stad
- Sundbybergs stad; från 1 juli 1967